# Wijken en buurten in Oldenzaal
De Nederlandse gemeente Oldenzaal is voor statistische doeleinden onderverdeeld in wijken en buurten. De gemeente is verdeeld in de volgende statistische wijken:
- Wijk 00 Oldenzaal (CBS-wijkcode:017300)

Een statistische wijk kan bestaan uit meerdere buurten. Onderstaande tabel geeft de buurtindeling met kentallen volgens het Centraal Bureau voor de Statistiek (2008):
| CBS-buurtcode | Buurtnaam                          | Inwonertal | Opp. totaal (ha) | Opp. land (ha) | Ligging                |
| ------------- | ---------------------------------- | ---------- | ---------------- | -------------- | ---------------------- |
| BU01730001    | Kern                               | 930        | 19               | 19             | Locatie in de gemeente |
| BU01730002    | Kern complement gebied             | 1590       | 24               | 24             | Locatie in de gemeente |
| BU01730003    | Westelijke stadsrand               | 5140       | 108              | 108            | Locatie in de gemeente |
| BU01730004    | Het Inslag en omgeving             | 740        | 39               | 39             | Locatie in de gemeente |
| BU01730005    | De Meijbree                        | 1070       | 28               | 28             | Locatie in de gemeente |
| BU01730006    | Haerbroek-Scholtenhoek en omgeving | 1670       | 114              | 114            | Locatie in de gemeente |
| BU01730007    | Zuid Berghuizen                    | 3630       | 142              | 142            | Locatie in de gemeente |
| BU01730008    | Industrieterrein-Oostpoort         | 250        | 197              | 197            | Locatie in de gemeente |
| BU01730009    | De Thij                            | 6170       | 271              | 271            | Locatie in de gemeente |
| BU01730010    | De Essen                           | 5000       | 100              | 100            | Locatie in de gemeente |
| BU01730011    | De Graven Es                       | 4670       | 239              | 237            | Locatie in de gemeente |
| BU01730017    | Het Hulsbeek                       | 270        | 436              | 410            | Locatie in de gemeente |
| BU01730018    | Zuidwest                           | 310        | 422              | 410            | Locatie in de gemeente |
| BU01730019    | Noord                              | 140        | 59               | 59             | Locatie in de gemeente |